# James Wiseman
James Monteinez Wiseman (ur. 31 marca 2001 w Nashville) – amerykański koszykarz, występujący na pozycji środkowego, obecnie zawodnik Detroit Pistons.
W 2019 wystąpił w meczach gwiazd amerykańskich szkół średnich − McDonald's All-American, Jordan Brand Classic, Nike Hoop Summit. W drugim z tych spotkań wybrano go MVP. Został też wybrany zawodnikiem roku amerykańskich szkół średnich (Morgan Wootten National Player of the Year, Gatorade National Player of the Year), stanu Tennessee (Tennessee Mr. Basketball, Tennessee Gatorade Player of the Year) oraz do I składu USA Today All-USA. W 2017 otrzymał tytuł MVP meczu gwiazd Underclassman All-American Game, zaliczono go także do składu honorable mention MaxPreps Sophomore All-American. W 2018 został zaliczony do III składu USA Today All-USA.
9 lutego 2023 został wytransferowany do Detroit Pistons.

## Osiągnięcia
Stan na 12 lutego 2023, na podstawie, o ile nie zaznaczono inaczej.
NCAA
- Debiutant tygodnia konferencji American Athletic (AAC – 11.11.2019)

NBA
- Mistrz NBA (2022)[4]
- Uczestnik meczu wschodzących gwiazd Rising Stars Challenge (2021)

Reprezentacja
- Mistrz Ameryki U–16 (2017)